# Chloropteryx tepperaria
Chloropteryx tepperaria là một loài bướm đêm trong họ Geometridae.